# Symétrie florale
Pour les articles homonymes, voir Symétrie (homonymie).
La symétrie florale est une caractéristique phénotypique assez générale des fleurs, dont les divers verticilles s'organisent selon un ou plusieurs plans de symétrie. La plupart des fleurs admettent un axe de symétrie (symétrie radiaire) et sont qualifiées d'actinomorphes ou polysymétriques, celles n'ayant qu'un plan de symétrie (symétrie bilatérale) étant dites zygomorphes ou monosymétriques. Dans ce cas toutefois la zygomorphie peut s'appliquer à certains verticilles floraux (corolle, androcée) mais pas à tous, le calice par exemple pouvant être actinomorphe. De rares espèces ont des fleurs dépourvues de tout plan de symétrie.

## Actinomorphie

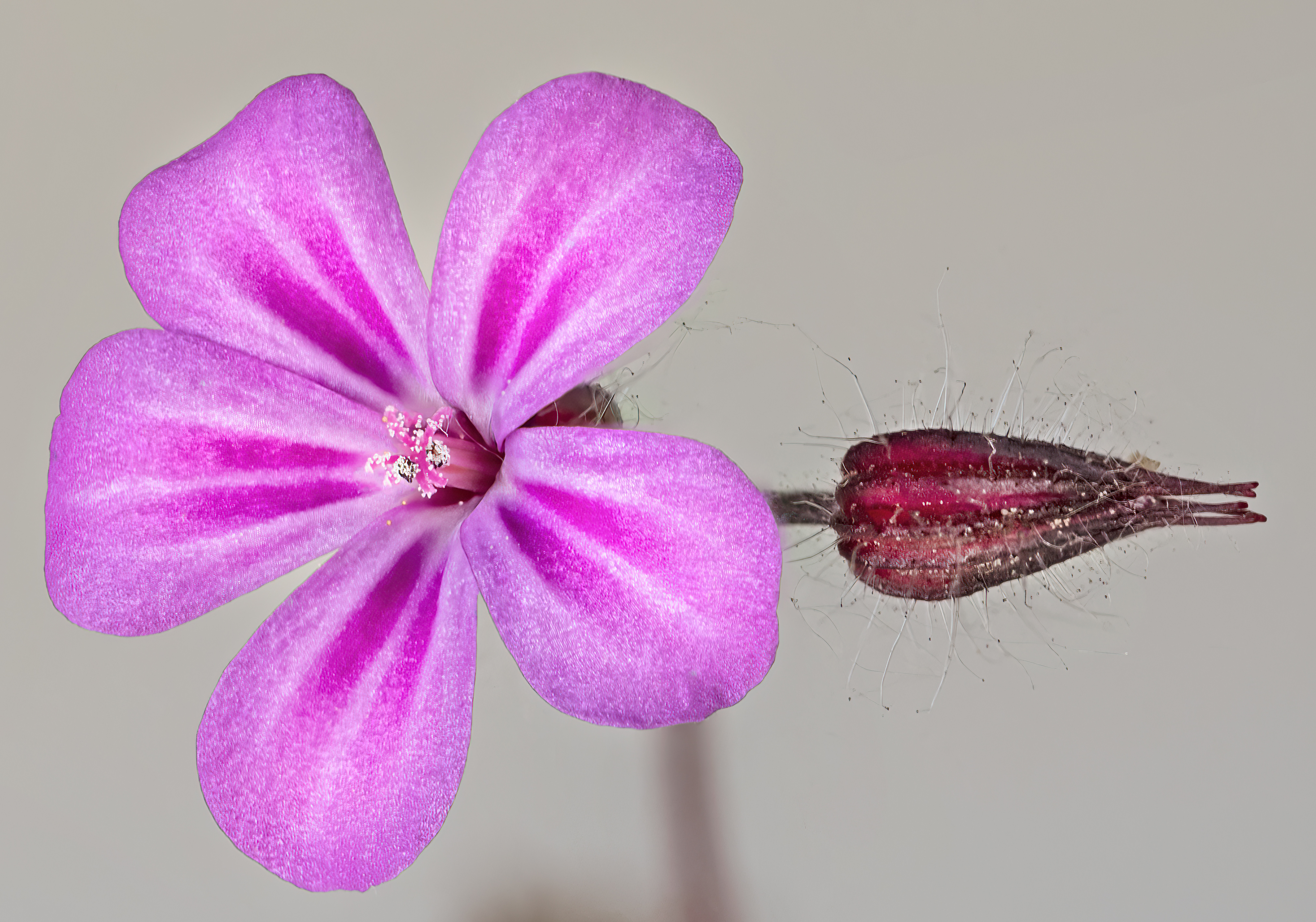
Fleur actinomorphe (ici Géranium Herbe à Robert (Geranium robertianum)).

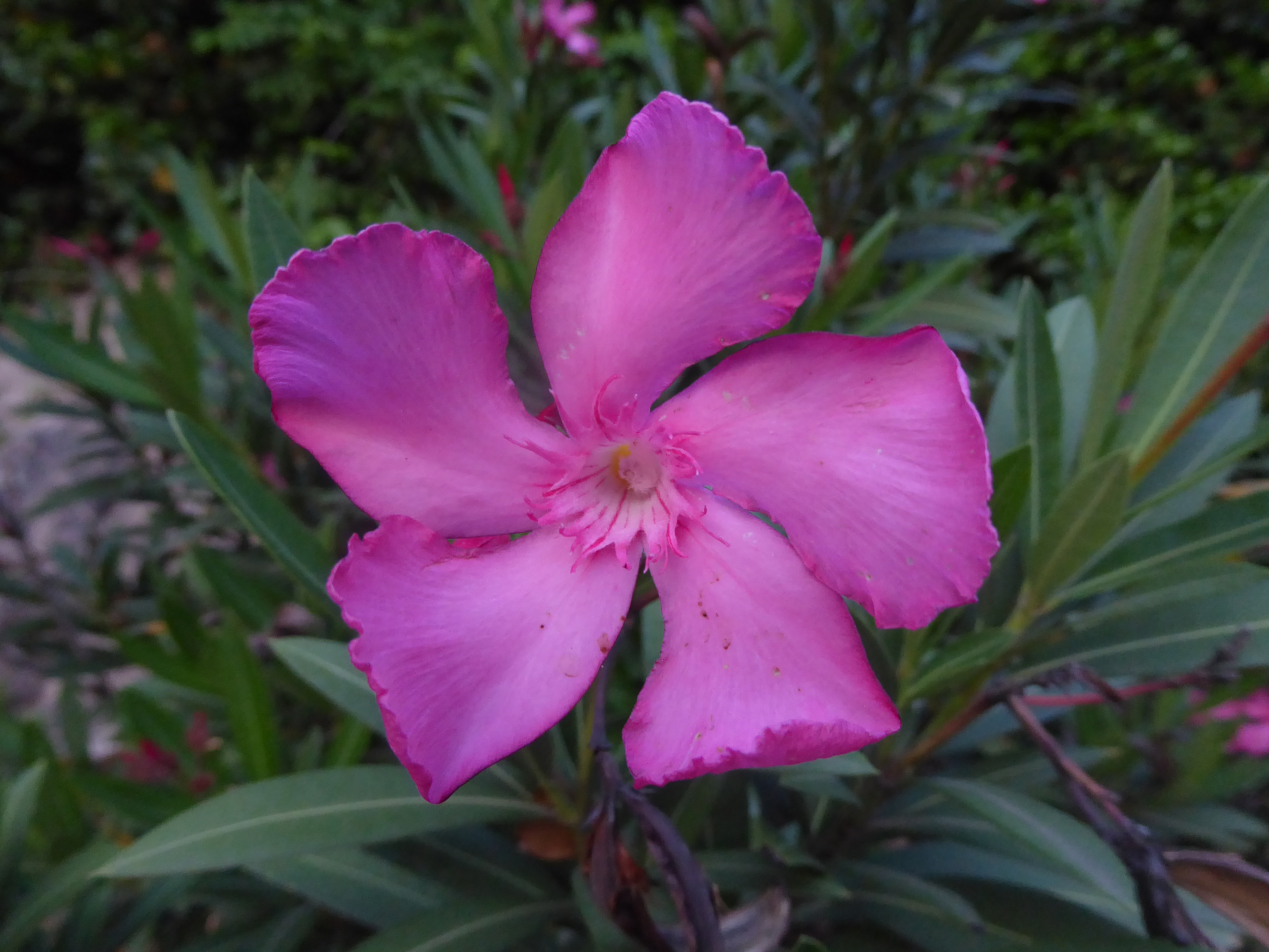
Fleur de laurier-rose (Nerium oleander)

L’actinomorphie est la caractéristique d'une fleur qui présente une symétrie radiale (appelée aussi symétrie de rotation). On dit alors que la fleur est actinomorphe ou polysymétrique.
On décrit son axe de symétrie, comme celui d'une étoile. Les pétales de sa corolle, tous semblables, sont rangés autour du réceptacle « comme une étoile ». Exemple : fleur de Rosacées.
Les fleurs actinimorphes peuvent présenter des pièces florales asymétriques (pervenche, laurier-rose...)

## Zygomorphie

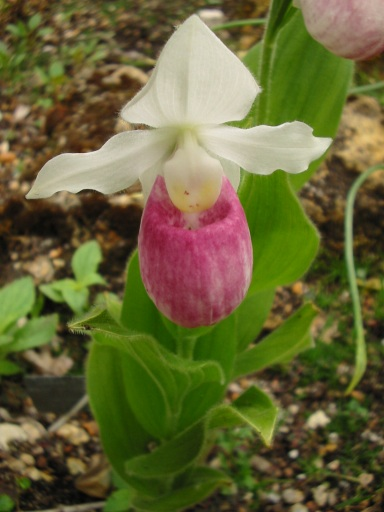
Fleur zygomorphe à symétrie verticale (ici Cypripedium reginae)

La zygomorphie (du grec ζυγόν, zygon, joug, et μορφή, morphé, forme) est la caractéristique d'une fleur qui présente une symétrie bilatérale. On dit alors que la fleur est zygomorphe ou monosymétrique. Ce concept s'oppose à celui d'actinomorphie, qui caractérise les fleurs à symétrie radiale.
La zygomorphie est un caractère homoplastique, relevant de phénomène de convergence évolutive et donc apparu à différents moments de l'évolution chez différentes familles de plantes.
La co-évolution  plante-animal pollinisateur a favorisé les fleurs zygomorphes ou asymétriques avec des phénotypes de guidage, d'atterrissage ou de leurres permettant à l'animal d'être plus efficacement dirigé dans la corolle. Cette innovation évolutive est observée notamment chez les orchidées, dont la zygomorphie découle essentiellement de la transformation d'un pétale en labelle.
En 1999 aurait été mise en évidence, chez la linaire commune, que la zygomorphie de ses fleurs se transmet sur plusieurs générations mais est réversible, par un phénomène d'épimutation relevant de l'épigénétique.
Exemples de familles botaniques dont les fleurs sont typiquement zygomorphes :
- Orchidacées ;
- Fabacées ;
- Scrofulariacées.

## Fleurs asymétranthes

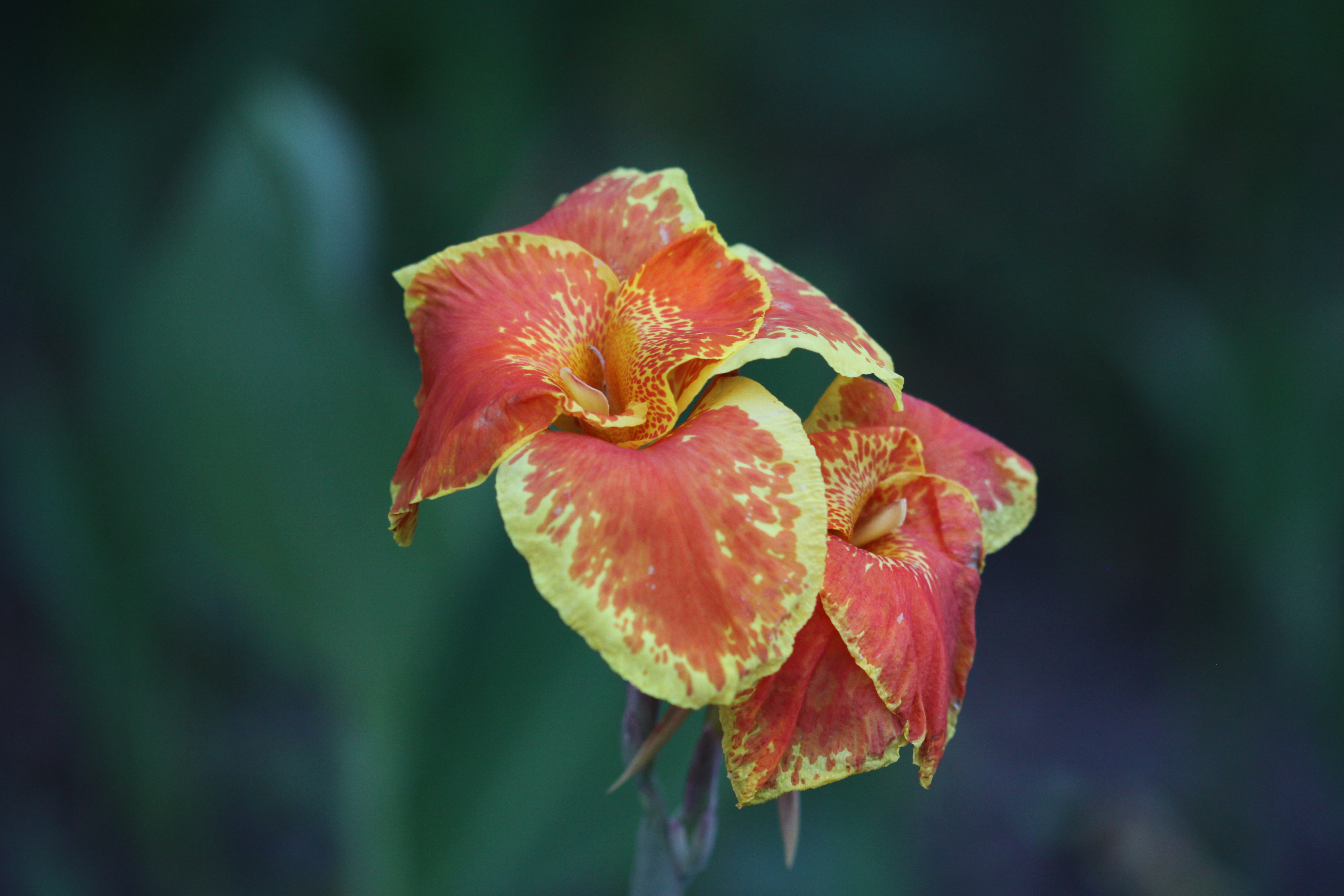
Fleur asymétrique de Canna indica

Plus marginalement, certaines plantes portent naturellement des fleurs dépourvues de toute symétrie. Elles sont dites « irrégulières », « asymétriques » ou « asymétranthes ». C'est le cas des genres Maranta et Canna et d'une partie de la sous-famille des Phaseoleae.
Les formes asymétriques sont des évolutions de formes monosymétriques qui peuvent s'exprimer à différents stades du développement floral et peuvent être transitoires chez certains taxons. Leurs différentes apparitions au cours de l'évolution semblent être influencées par la pollinisation vibratile des bourdons et autres abeilles pollinisatrices.

## Anomalies

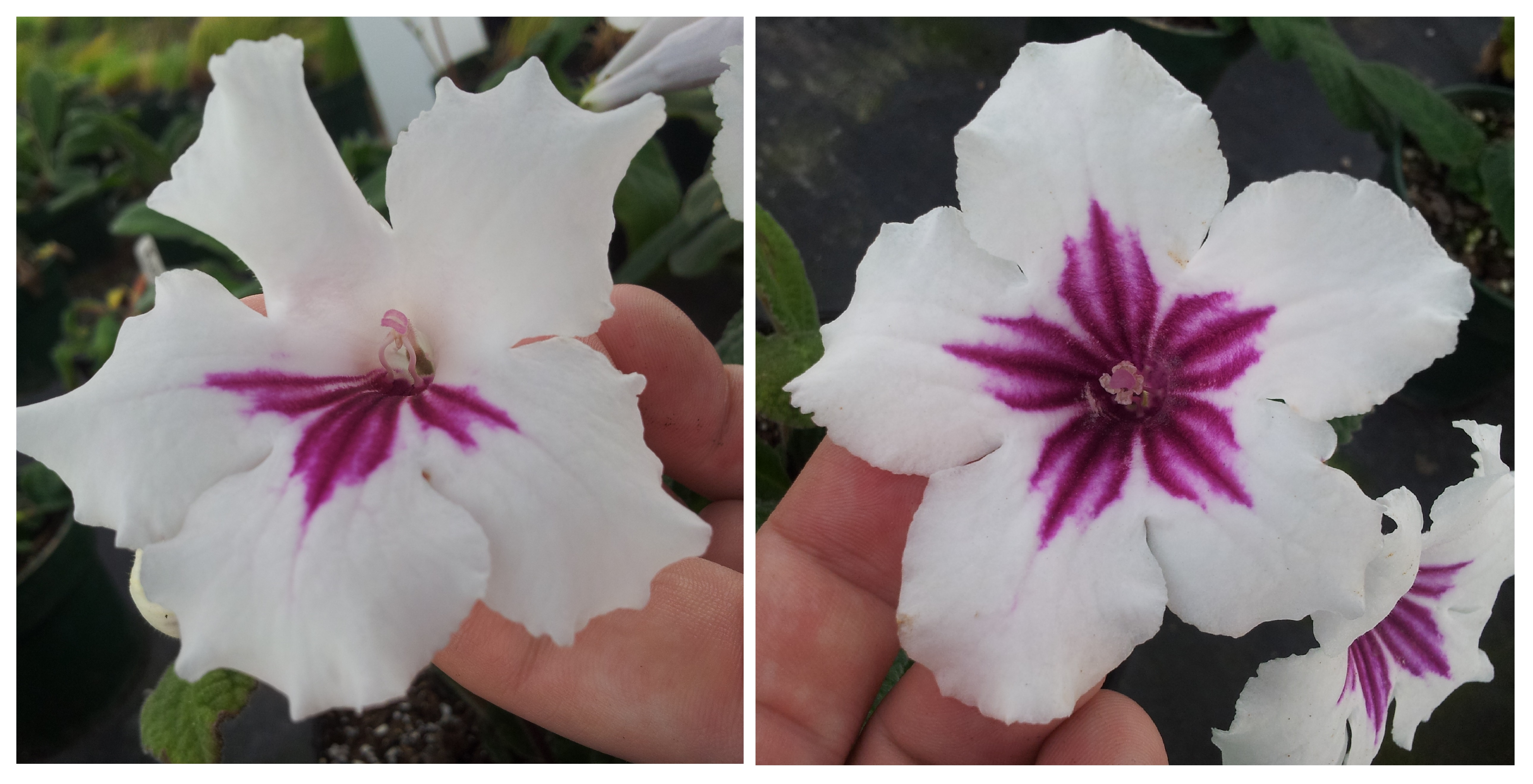
Fleurs de Streptocarpus
Zygomorphe
(symétrie normale)
Actinomorphe
(fleur pélorique)

| Zygomorphe (symétrie normale) | Actinomorphe (fleur pélorique) |

| Zygomorphe (symétrie normale) | Actinomorphe (fleur pélorique) |

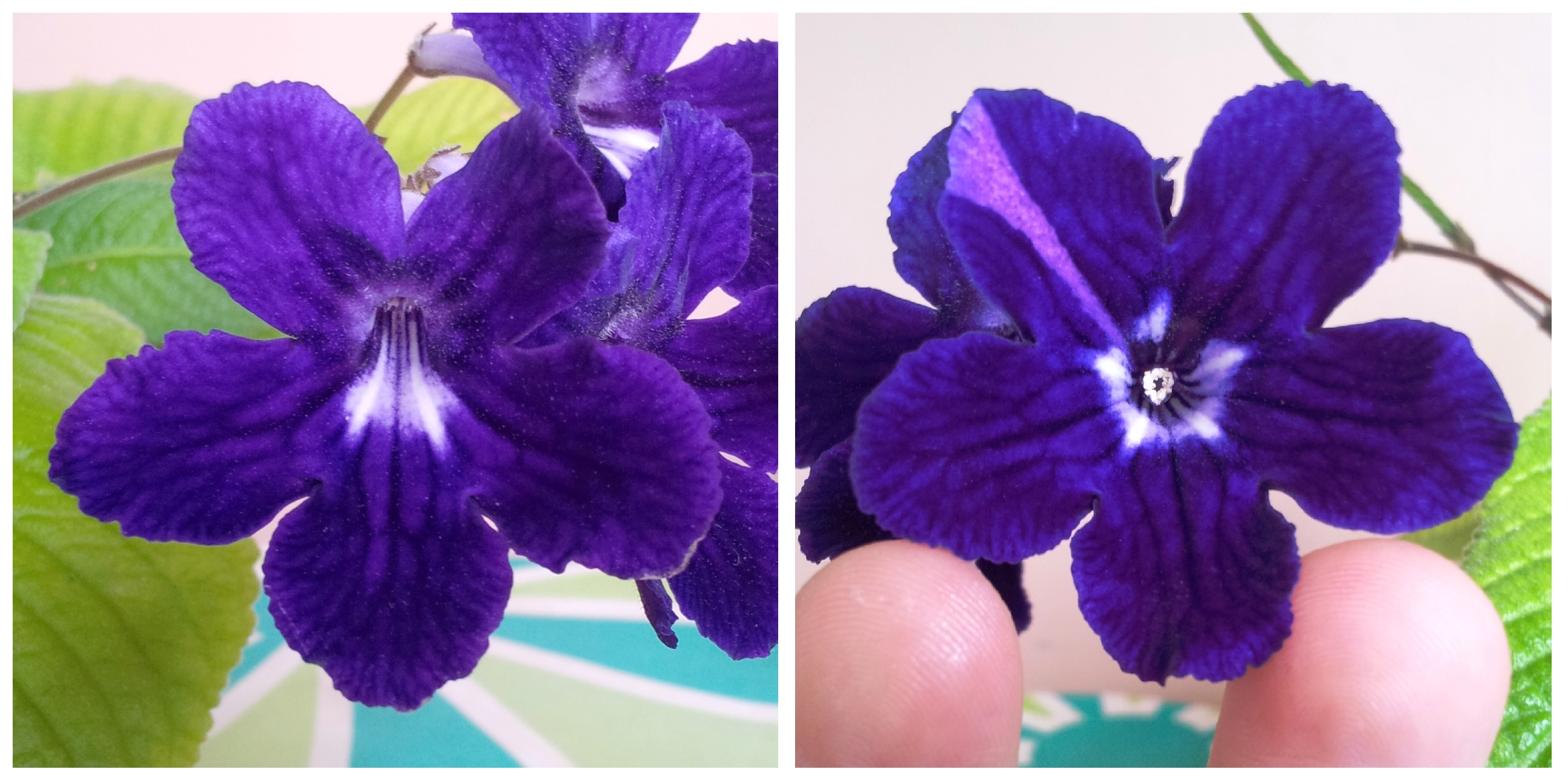
Fleurs de Streptocarpus
Zygomorphe
(symétrie normale)
Actinomorphe
(fleur pélorique)

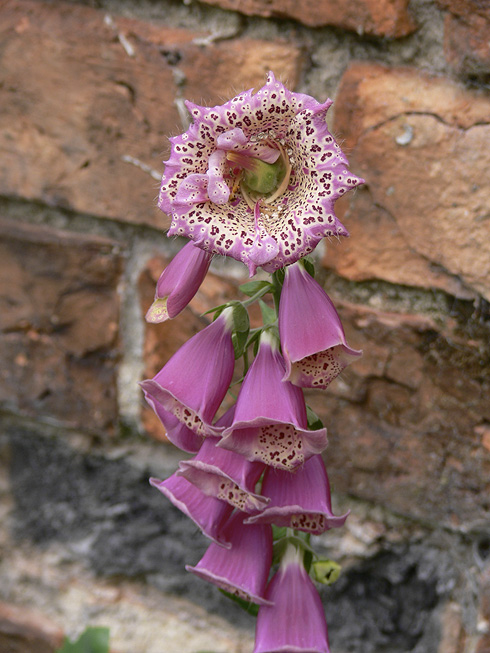
Digitale pourpre pélorique

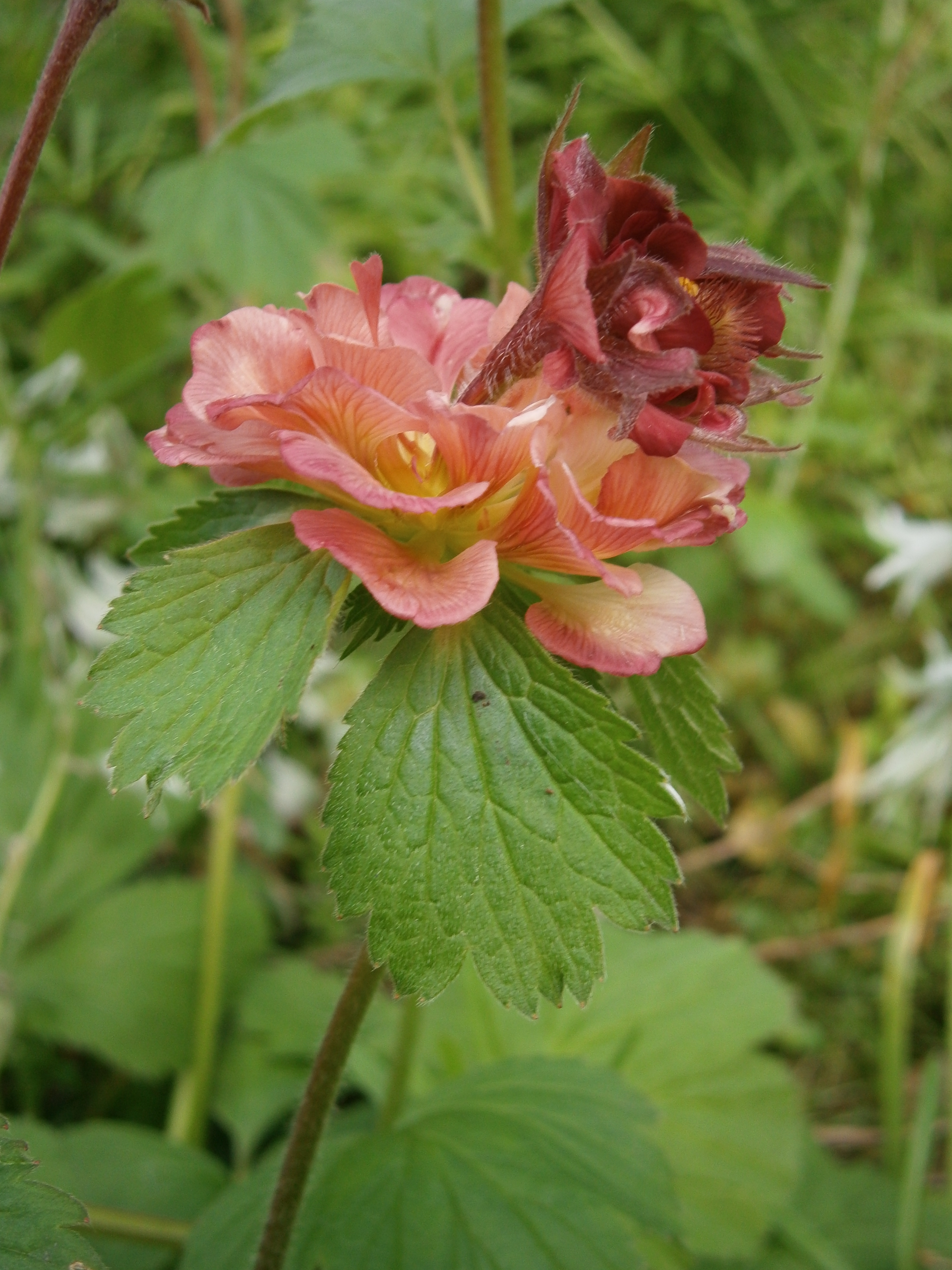
Benoîte des ruisseaux pseudo-pélorique

← Pélorie sur une digitale pourpre : l'inflorescence est constituée de fleurs zygomorphes (forme normale) et d'une fleur terminale aberrante actinomorphe.

On rencontre aussi le cas de fleurs pseudo-péloriques. →

Ces anomalies font partie des tératologies végétales.